# Christian Heinrich Erndel
Christian Heinrich Erndel, auch Henrich und Erndl, Erndtel (* 1676 in Dresden; † 17. März 1734 ebenda) war ein königlich polnischer und kursächsischer Leibarzt von August dem Starken. Darüber hinaus war er Botaniker und Meteorologe in Dresden und Warschau.

## Leben

### Familie

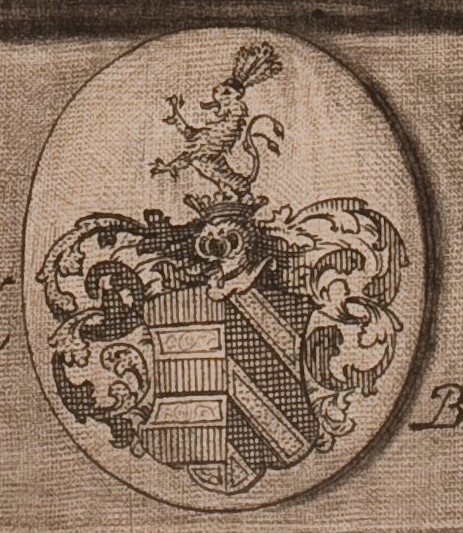
Erndel Wappen

Christian Heinrich Erndel wurde als siebtes von zwölf Kindern im 1676 in Dresden geboren. Seine Eltern waren Dr. med. Heinrich III. Erndel  (* 17. Juni 1638 zu Dresden, † 13. September 1693 zu Dresden), auf Berreuth bei Dippoldiswalde und Mulda bei Freiberg, königlich polnischer und kursächsischer Leibarzt, verheiratet seit dem 4. September 1665 in Dresden mit Sophia Elisabeth Erndel geb. Ratke (* 8. Juli 1642 zu Dresden; † 10. Juni 1685 zu Berreuth), eine Tochter von Martin Ratke, Kurfürsten Johann Georg I. und II. zu Sachsen Geheimer Kammerdiener. Erndel’s Trauergedicht für seinen verstorbenen Vater lautet wie folgt:
„Ich hab noch niemand nicht auff dieser Welt sehn sterben, Und muss es ach! Zu erst an meinem Vater sehen!“
Als Vollwaise erhielten er und sein Bruder, der spätere Generalmajor Christian Friedrich Erndel, als Vormund Johannes Seebisch (* 12. Dezember 1634 zu Zwickau; † 1700 zu Dresden), 1670 Archidiakon an der Kreuzkirche und 1697 Stadtprediger in Dresden.
Erndels väterlicher Großvater war der Leibarzt Heinrich II. Erndel, der Urgroßvater Heinrich I. Erndel (getauft am 15. Juli 1569 in Regensburg; bestattet am 15. Juli 1623 in der Kirche zu Wolfenbüttel), war kaiserl. Leib- und Hofapotheker in Prag von Rudolf II. Kaiser des HRR († 1612) und Matthias, Kaiser des HRR († 1619) von dem er im Jahre 1617 er ein Adelsdiplom erhielt. Er war ein Schwager von Andreas Raselius Ambergensis, Ehemann von Maria Erndl. Heinrichs Vater Matthis „Mattäus“ Erndl war Inhaber des Apotheke am (Kohlen)Markt – später als „Mohrenapotheke“ bekannt in Regensburg.
Als Schwager hatte Erndel:

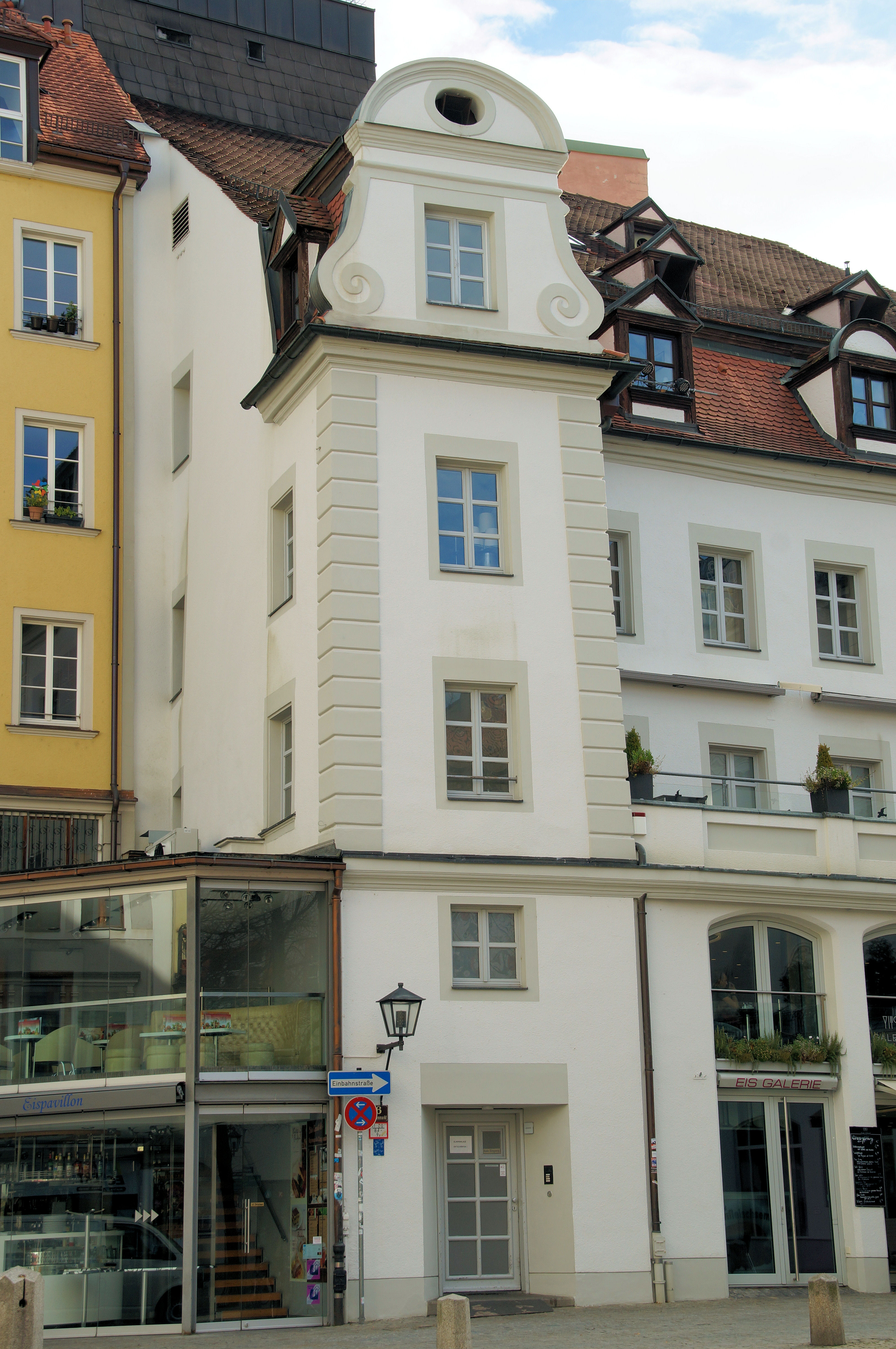
Kohlenmarkt 6 in Regensburg, bis 1860 Mohrenapotheke

1. Johann George Seidel (* 18. Februar 1658 in Zschopau; † 13. April 1739 on Meißen), bestattet in der Kirche zu St. Afra[9], wo er als Diakon tätig gewesen ist, verheiratet mit Maria Sophia geb. Erndel;
2. der Advokat Caspar Christian Kober, der ein Weinberg bei Kötzschenbroda besaß, heute genannt Minckwitzscher Weinberg, (* 9. Juli 1663 in Naumburg; † 11. September 1738 in Dresden, bestattet in der Kirche zu Kötzschenbroda), verheiratet in 1. Ehe mit Johanna Sophia geb. Erndel;
3. Christian August Fischer († September 1739), königl. poln. & kursächs. Landrentmeister, Kammerassistenz- und Bergrat, verheiratet mit Christina Sophia geb. Erndel; und
4. der königl. poln. & kursächs. bestallter Münz-Guardin des Obersächsischen-Kreises, Johann Georg Schomburg (* ca. 1672; † Oktober 1745 in Dresden, bestattet[10] am 9. Oktober 1745 in der Sophienkirche ebenda) verheiratet mit Magdalena Sophia geb. Erndel.

Erndel war verheiratet mit Dorothee Salome N.N., sie ist in der Schloßgasse in Dresden gestorben und wurde in den Katakomben der Frauenkirche ebenda am 7. September 1755 bestattet. Sie war 48 Jahre alt und lebte über 21 Jahre als Witwe. Die Ehe war kinderlos.

### Werdegang

#### Studium

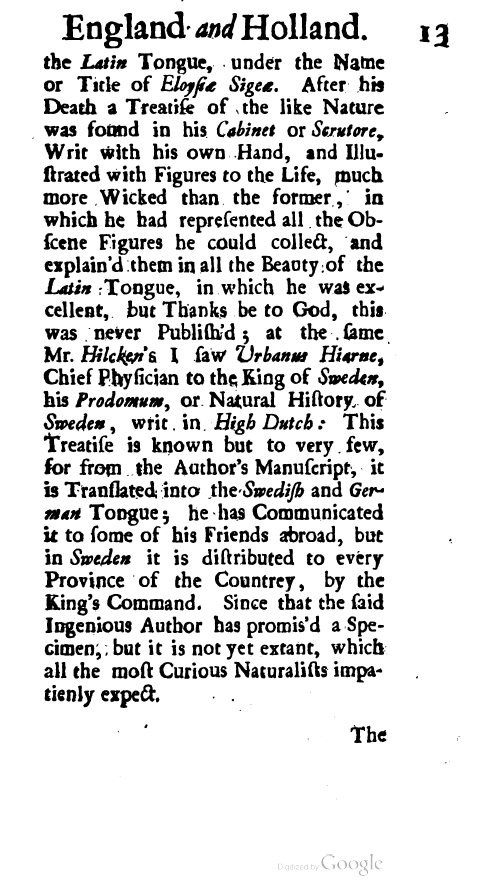
Relation of a Journey (1706-7) Herr Hilcken & Leibarzt Hiarne

Ein Jahr und zwei Monate nach seines Vaters Tod immatrikulierte sich Christian Heinrich Erndelius Dresdensis am 16. November 1694 in Wittenberg. Danach studierte er an der Universität Altdorf, wo er im Jahre 1699 immatrikulierte. Am 10. Februar 1700 erschien an der Universität Leipzig seine Dissertation auf  Latein: Dissertationem De Usu Historiae Naturalis Exotico-Geographicae In Medicina, Consensu Inclytissimae Facultatis Philosophicae Lipsiensis, Ad d. X. Februarii A.R.S. M.DCC. Publicae Eruditorum Censurae subiicit, Christianus Henricus Erndl/ Dresdensis … Respondente Daniele Kießling/ Budissa-Lus. Am 23. September 1701 hielt er in Leipzig seine Vorlesung pro loco zur Aufnahme in die medizinische Fakultät: Disp. med. ex veneno salutem sistens. Danach erfolgte die Immatrikulation.

#### Leibarzt
Erndel war Leibarzt des polnischen Königs und des sächsischen Kurfürsten August der Starke. Er arbeitete in Dresden und Warschau.

#### Europareise

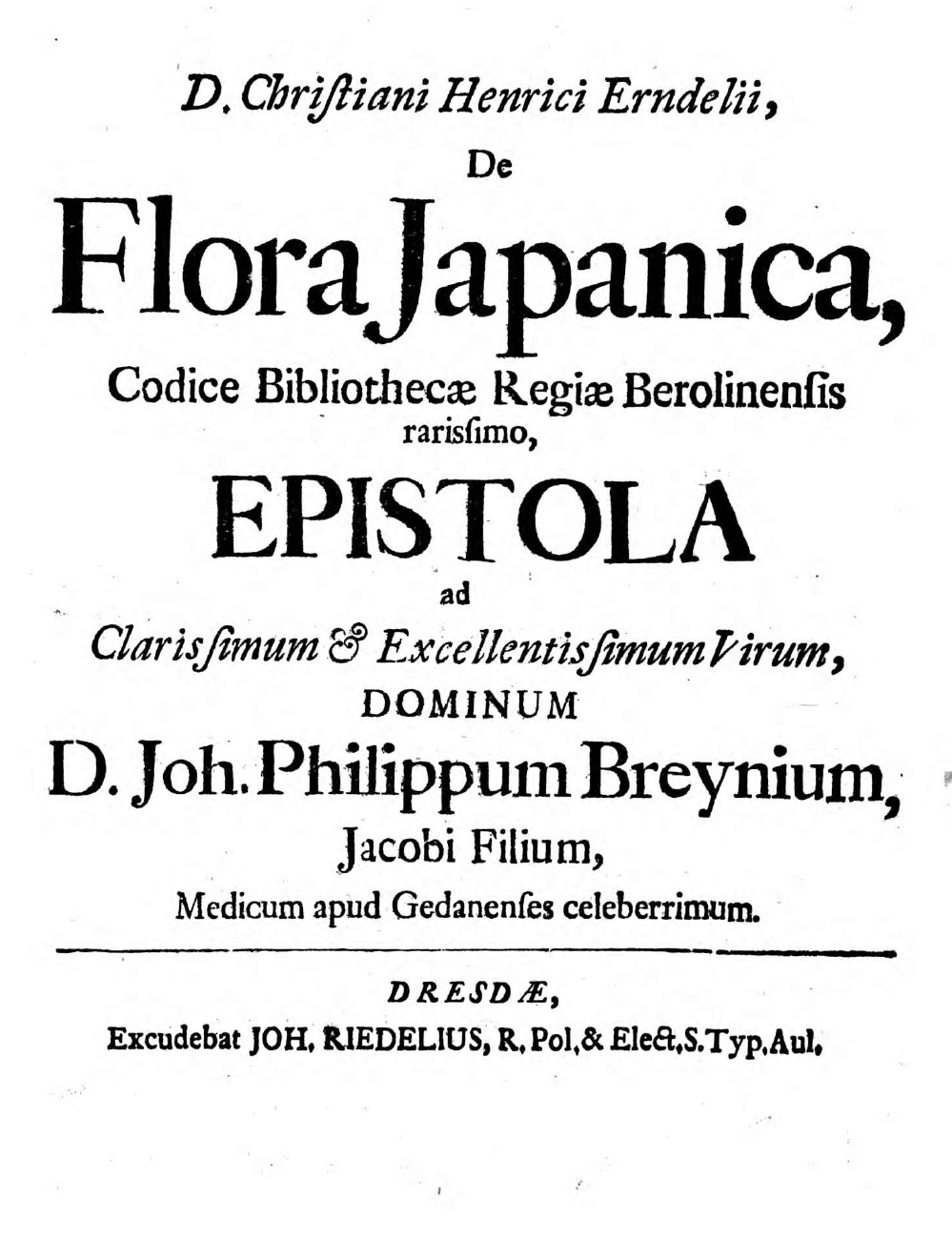
De flora Japanica (1716)

Erndel beschrieb seine Erfahrungen auf seiner Reise nach England und Holland auf Latein, Relatio de itinere suo Anglico et Batavo 1706–7 (Dresden 1710), übersetzt auf Englisch als The Relation of a Journey Into England and Holland, in the Years, 1706 and 1707. By a Saxon Physician. Er erzählte voller Begeisterung u. a. über seinen Verwandten Christoph Wilhad Hilcken (* 1664 in Hamburg;  † 16. Dezember 1717 in Hamburg), Richter am Hamburger Niedergericht, Oberaltensekretär der Freien und Hansestadt Hamburg, und Mitglied der Fruchtbringenden Gesellschaft, den er in Hamburg besuchte. Im Jahre 1699 wurde Hilcken zum Testamentsvollstrecker des Professors am Akademischen Gymnasium Vincent Placcius (* 7. Februar 1642 in Hamburg; † 6. April 1699 in Hamburg; Jurist, Bibliothekar, Pädagoge, Philosoph und Schriftsteller) gewählt und übergab 1704 dessen Büchersammlung von 4.000 Bänden der Hamburger Stadt-Bibliothek. Hilckens Ehefrau, Christina Maria Hilcken geb. Daurer (geb. 4. Oktober 1686 in Stockholm; † 9. Juli 1715 in Hamburg), war eine Kusine 2. Grades Erndels.
Bei Hilcken lernte er auf der Reise auch den königlich-schwedischen Leibarzt Urbanus Hiarne kennen.

#### Naturforscher

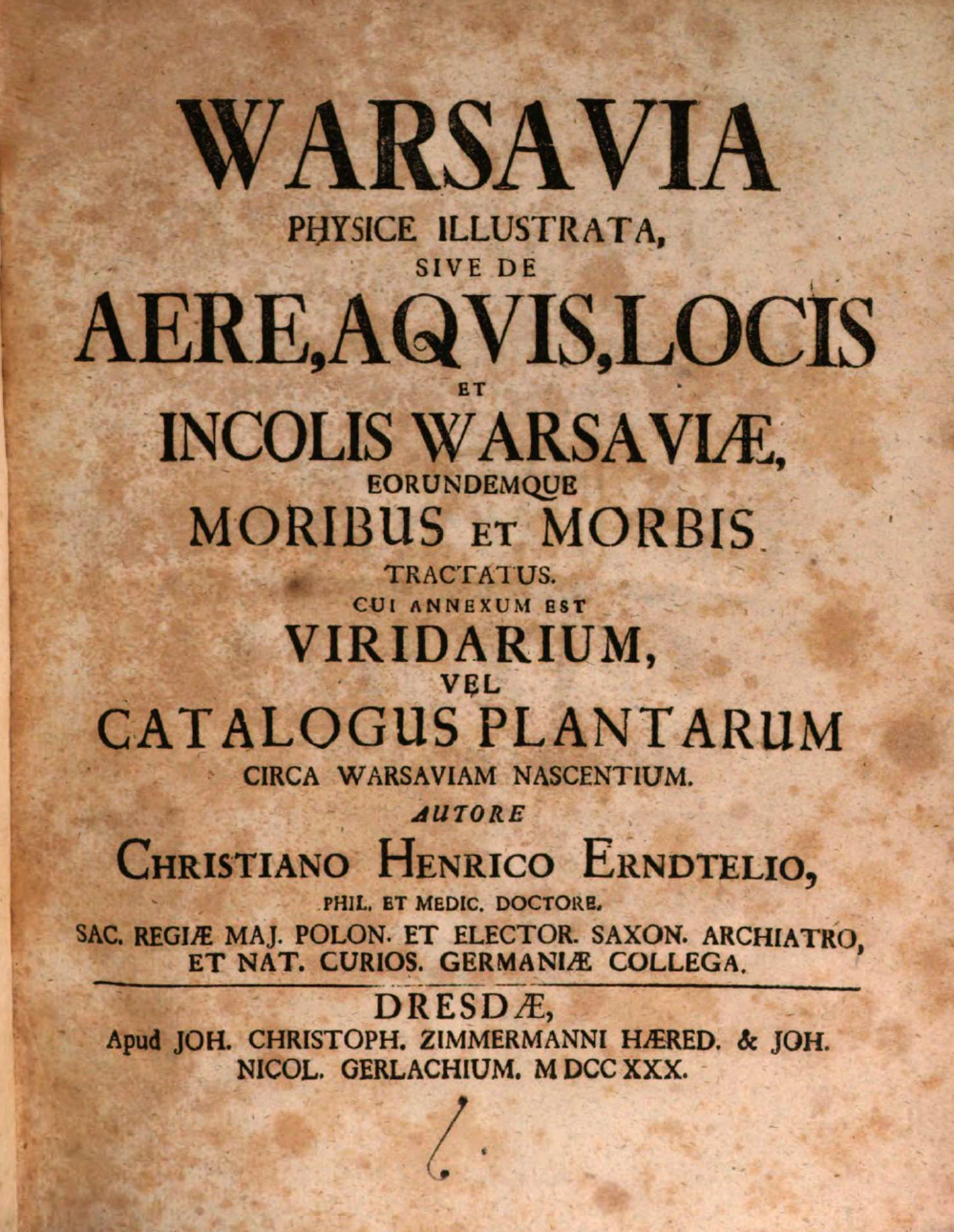
Warsavia Physice Illustrata (1730)

De flora Japonica, Codice bibliothecae Regiae Berolinensis rarissi wurde im Jahre 1716 von Erndel in Dresden veröffentlicht. Nachher übersiedelte Erndel nach Warschau. Neben der Sorge um die königliche Gesundheit führte Erndel in Warschau eine private Praxis und erforschte die Natur. Neben der allgemeinen Beschreibung der Stadt galt sein besonderes Interesse der Flora im Raum Warschau, insbesondere an den Weichselufern. Er sammelte seine langjährigen Beobachtungen und Beschreibungen der Natur in einem in Dresden im Jahre 1730 veröffentlichten Werk, Warsavia Physice Illustrata, Sive De Aere, Aquis, Locis Et Incolis Warsaviae, Eorundemque Moribus Et Morbis Tractatus ; Cui Annexum Est Viridarium, Vel Catalogus Plantarum Circa Warsaviam Nascentium
Warsavia Physice illustrata war die erst zweite Abhandlung zu diesem Thema in der Geschichte. Das Pflanzenverzeichnis, das Erndel anfertigte, umfasst über 900 Arten. Eine der Passagen betrifft die ersten belegten paläontologischen Forschungen, die er am Weichselufer durchführte. Die Fossilien prähistorischer Tiere, die man damals entdeckte, wurden nach Dresden gebracht, wo sie den Kern einer der im Zwinger präsentierten Sammlung bildeten. Auch beschrieb er seine Erlebnisse in Warschau in Begleitung von August dem Starken.
Im Jahre 1733 veröffentlichte Erndel De plantis circa thermos Teplicenes crescentibus, im dritten Band des Verfahrens der Akademie der Kuriosität der Natur, ein Katalog von Pflanzen die in der Nähe von Töplitz (Teplitz/Teplice in Böhmen) wachsen. Sein Großvater Heinrich II. Erndel war Leibarzt des Wilhelm Graf Kinsky von Wchinitz und Tettau, Besitzer bis 1634 von Teplitz.

#### Erster Meteorologe Warschaus

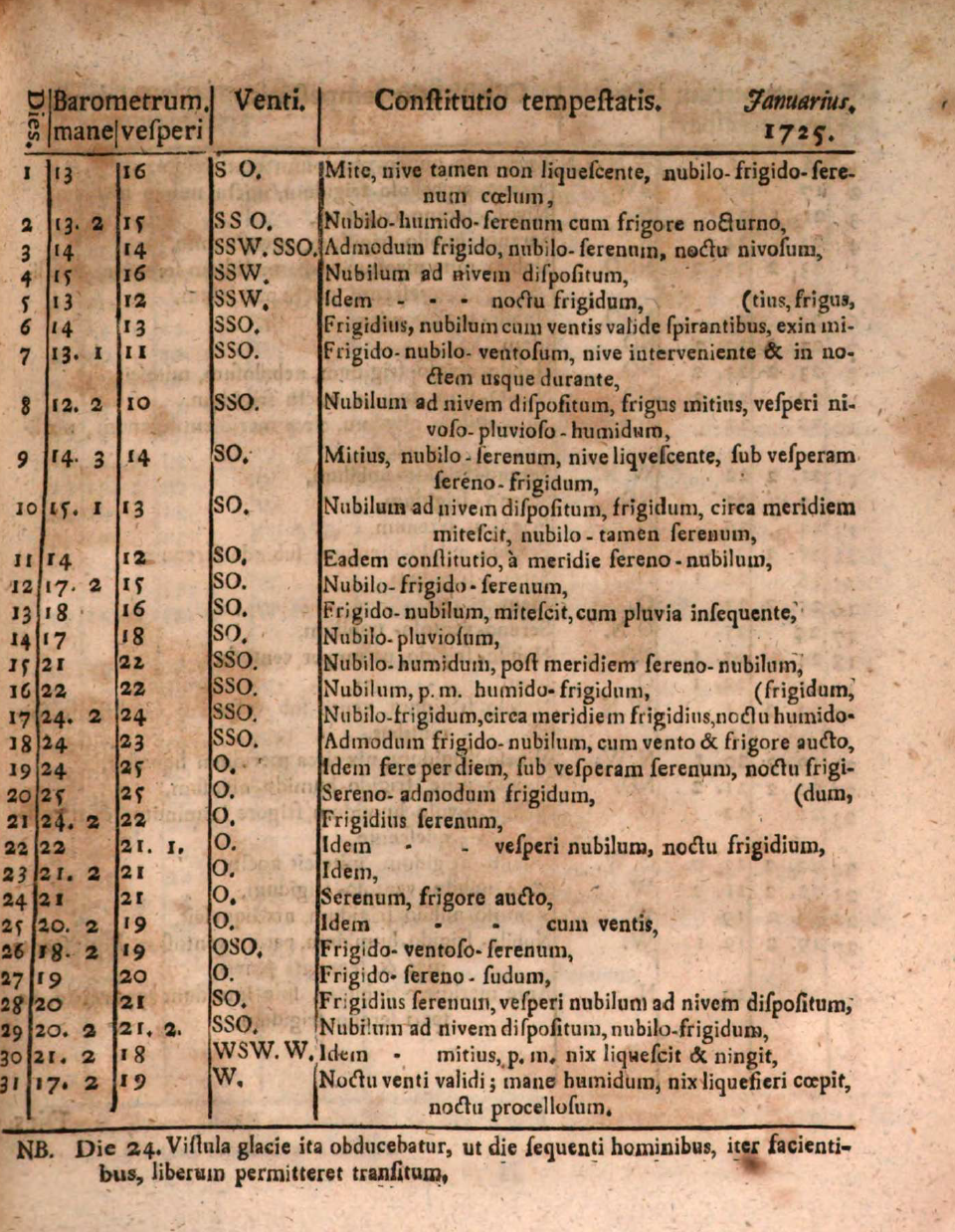
Meteorologische Daten, Warschau (Januar 1725)

Erndel war auch der erste, der in Warschau systematische Wetterbeobachtungen anstellte. Die vier Jahre lang – von 1725 bis 1728 – täglich von ihm aufgezeichneten Luftdruck-, Temperatur-, Wind- und Bewölkungsmesswerte waren die ersten Statistiken dieser Art in der Geschichte der Stadt.

#### Ableben
1730 verließ Erndel Warschau und kehrte in seine Heimatstadt Dresden zurück. Am 17. März 1734 starb er an Blutsturz und wurde am 21. März 1734 im Fischer’schen Schwibbogen vor dem Wilsdruffer Tor auf der Alten Annenfriedhof bestattet.

## Ehrungen
Am 17. Dezember 1716 wurde er mit dem Beinamen Arantius zum Mitglied (Matrikel-Nr. 323) der Leopoldina gewählt.

## Werke
- Dissertationem De Usu Historiae Naturalis Exotico-Geographicae In Medicina, Consensu Inclytissimae Facultatis Philosophicae Lipsiensis, Ad d. X. Februarii A.R.S. M.DCC. Publicae Eruditorum Censurae… – Scholvinius: Lipsiae. 1700.
- Disputatio Medica [!] Ex Veneno Salutem sistens, Quam Indultu Gratiosissimæ Facultatis Medicæ, Pro Loco In eadem suo tempore otinendo, defendcet D. XXIII. Septembr. M. DCCI. … Christianus Henricus Erndl, Dresdensis, Philos. & Medic. Doctor, Respondente Tobia Taut, Gedanensi., Christian Heinrich Erndtel; Wilhelm Ludwig Daser; Tobias Taut, Lipsiae Scholvien. 1701.
- C. H. E. D. De Itinere Suo Anglicano Et Batavo Annis MDCCVI et MDCCVII Facto Relatio Ad Amicum D. G. K. A. C. Erndtel, Christian Heinrich.  [S.l.] : 1710 (The relation of a journey into England and Holland, in 1706, and 1707. 1711 By Ch. Ed. Physician in ordinary to the King of Poland). 1710.
- De flora Japonica, Codice bibliothecae Regiae Berolinensis rarissi. 1716.
- Warsavia Physice Illustrata, Sive De Aere, Aquis, Locis Et Incolis Warsaviae, Eorundemque Moribus Et Morbis Tractatus ; Cui Annexum Est Viridarium, Vel Catalogus Plantarum Circa Warsaviam Nascentium. 1730.
- De plantis circa thermos Teplicenes crescentibus. (Historisch-biographisches Handwörterbuch der denkwürdigsten, berühmtesten  und berüchtigsten Menschen aller Stände, Zeiten und Nationen. Von Karl Florentin Leidenfrost, Zweiter Band, Can–Gz. Ilmenau 1824, Gedruckt und verlegt bei Bernhard Friedrich Voigt. Seite 362) und (Biographie médicale, Band 2 von Antoine Laurent Jessé Bayle, Paris, 1841; Seite 377: Erndtel a publié en 1733, dans le troisieme volume des actes de l’Academie des Curieux de la nature, un catalogue des plantes qui croissent pres de Toeplitz.) 1733.